# Macrostylis (djur)
Macrostylis är ett släkte av kräftdjur som beskrevs av Georg Ossian Sars 1864. Macrostylis ingår i familjen Macrostylidae.

## Dottertaxa tillMacrostylis, i alfabetisk ordning[1][2]
- Macrostylis abyssicola
- Macrostylis affinis
- Macrostylis amplinexa
- Macrostylis angulata
- Macrostylis belyaevi
- Macrostylis bifurcatus
- Macrostylis bipunctatus
- Macrostylis birsteini
- Macrostylis capito
- Macrostylis caribbicus
- Macrostylis carinifera
- Macrostylis cerritus
- Macrostylis compactus
- Macrostylis curticornis
- Macrostylis dellacrocei
- Macrostylis elongata
- Macrostylis emarginata
- Macrostylis expolita
- Macrostylis foveata
- Macrostylis galatheae
- Macrostylis gestuosa
- Macrostylis grandis
- Macrostylis hadalis
- Macrostylis hirsuticaudis
- Macrostylis lacunosa
- Macrostylis latifrons
- Macrostylis latiuscula
- Macrostylis longifera
- Macrostylis longipes
- Macrostylis longiremis
- Macrostylis longissima
- Macrostylis longiuscula
- Macrostylis longula
- Macrostylis magnifica
- Macrostylis mariana
- Macrostylis minutus
- Macrostylis ovata
- Macrostylis polaris
- Macrostylis porrecta
- Macrostylis quadratura
- Macrostylis rectangulata
- Macrostylis reticulata
- Macrostylis sarsi
- Macrostylis sensitiva
- Macrostylis setifer
- Macrostylis setulosa
- Macrostylis spiniceps
- Macrostylis spinifera
- Macrostylis squalida
- Macrostylis subinermis
- Macrostylis truncatex
- Macrostylis tumulosa
- Macrostylis urceolata
- Macrostylis vemae
- Macrostylis vigorata
- Macrostylis vinogradovae
- Macrostylis viriosa
- Macrostylis vitjazi
- Macrostylis wolffi
- Macrostylis zenkevitchi